# Anthophora robusta
Anthophora robusta är en biart som först beskrevs av Johann Christoph Friedrich Klug 1845.  Anthophora robusta ingår i släktet pälsbin, och familjen långtungebin. Inga underarter finns listade i Catalogue of Life.

## Bildgalleri

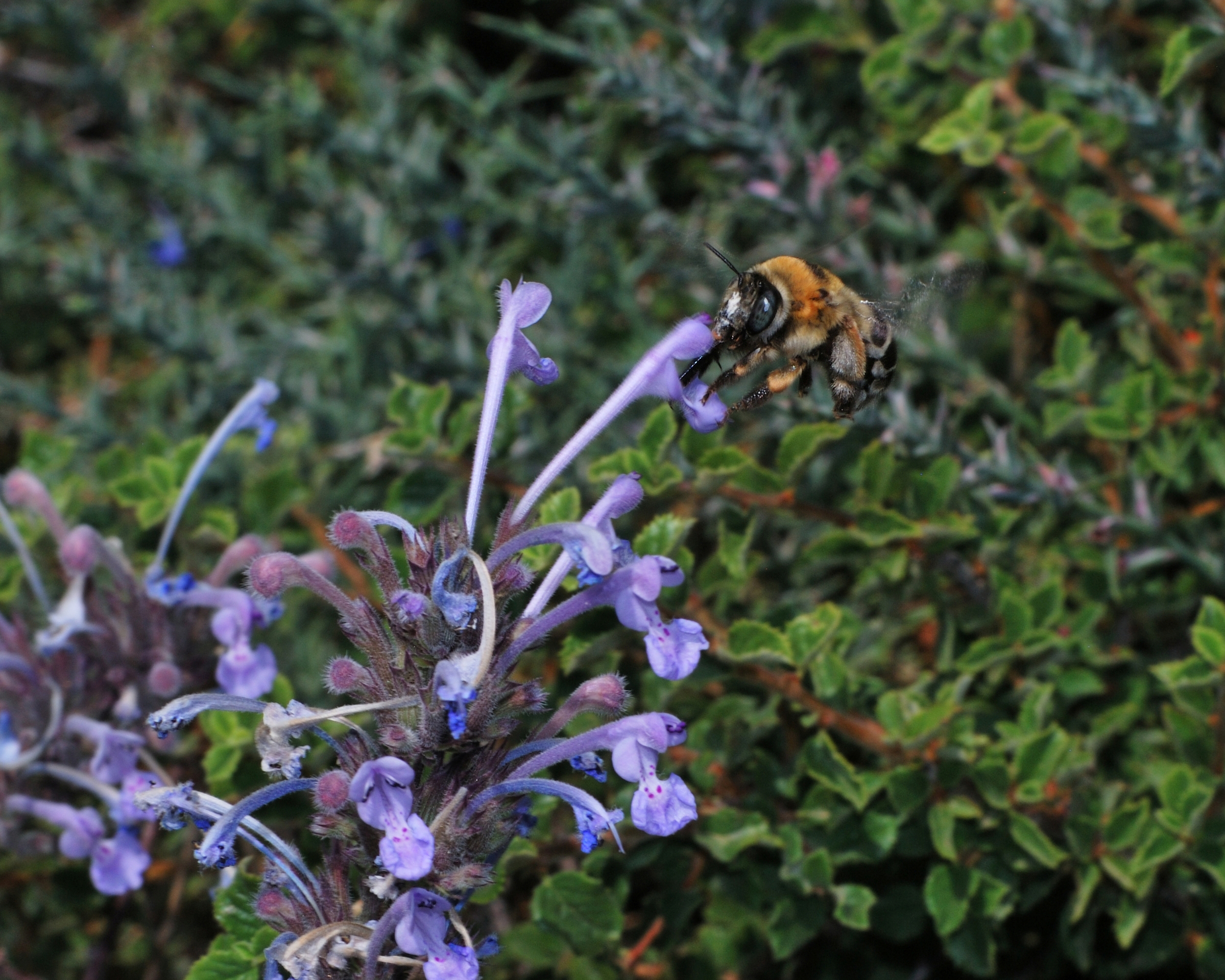
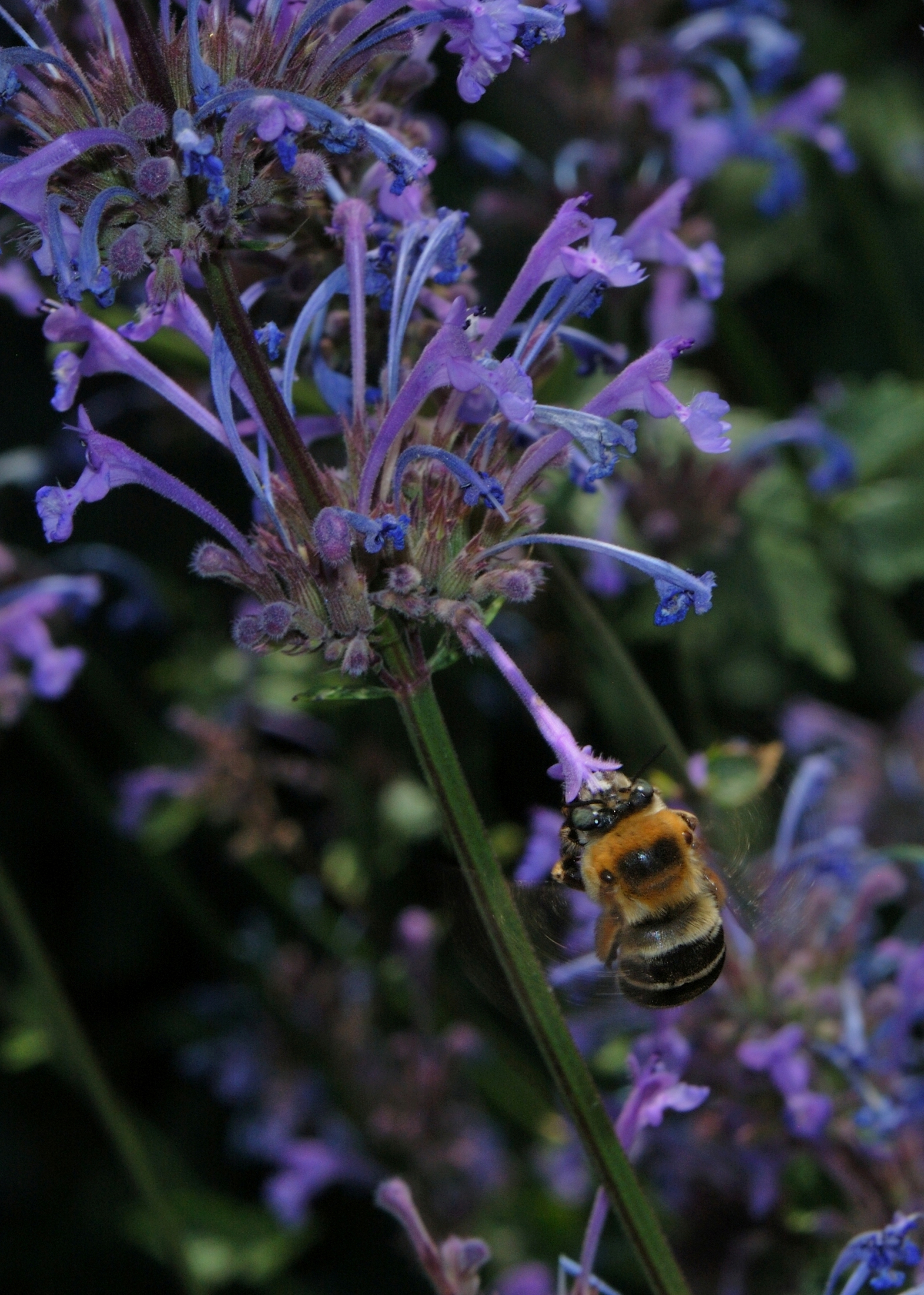